# 영턱스클럽
영턱스클럽(Young Turks Club, 약칭 YTC)은 대한민국의 5인조 혼성 댄스 음악 그룹이다. turk는 영어로 young dynamic person eager for change를 의미하며, 영턱스클럽이라는 이름은 '변화를 열망하는 활동적인 젊은이들의 모임'이란 뜻이다. 1996년 7월 9일 KMTV 《쇼 뮤직탱크》에서 〈훔쳐보기〉로 데뷔했지만 반응이 없자 〈정 (위험한 이별)〉으로 바꾸고 스타덤에 오른다.

## 데뷔 및 활동
1996년 1집 당시 멤버는 투투 출신의 임성은, 송진아, 한현남, 지준구, 최승민이다. 남자 2명, 여자 3명으로 구성된 영턱스클럽은 타이틀곡 정으로 많은 사랑을 받으며 가요순위도 1위를 하게 된다. 후속곡 못난이 컴플렉스와 훔쳐보기도 순위 상위권에 올려 놓는다.
1집 마감 후에 리더 임성은이 솔로가수 준비로 탈퇴를 선언하고 새 멤버 박성현을 영입한다. 이때부터 멤버는 남자 3명, 여자 2명으로 구성되었다. 그 해 여름 2집을 발표하고 타이틀곡 질투로 많은 사랑을 받았으며 후속곡 타인도 상위권에 진입했다. 성공적인 2집 활동을 마감한 영턱스클럽은 그 해 겨울 3집을 발매하고 타이틀곡 하얀 전쟁을 발표했으며 1, 2집의 후광을 얻지는 못했지만 순위는 상위권에 진입했다.
3집 활동 마감한 후 남성멤버(지준구, 박성현, 최승민)들은 탈퇴를 한다. 지준구는 남성3인조 옵션에서 UP 김용일, 구피의 박성호와 함께 활동하게 되고 박성현은 남성 5인조 O2R(O2R: Operation To Ready, 준비된 작전)에서 활동하게 되며 해당 그룹(영턱스클럽) 1집에 속한 〈정〉은 당초 구피가 부를 예정이었으나 신철이 "('정'이)  영턱스클럽을 만나면 더욱 폭발력이 있을 것"이라 판단하여 영턱스클럽의 노래가 됐다.
1998년 겨울 4집을 발표하는데 탈퇴한 남성멤버 빈자리에는 새 남성멤버 김덕현, 남현준 새 여성멤버 전현정을 영입하고 1집처럼 여자 3명, 남자 2명으로 영턱스클럽 3기 멤버로 확정된다.
타이틀곡 아시나요는 가요순위 10위권 안에 진입하지만 거짓말은 순위안에 진입하지는 못했다. 1999년 3월까지는 4집활동을 꾸준히 했다.
2000년 김덕현, 남현준을 제외한 송진아, 한현남, 전현정의 3인조 여성그룹으로 재정비하고 5집 슬픈 연인을 발표했지만 큰 인기를 얻지 못하고 활동을 접게 된다. 2002년 지준구, 박성현, 최승민이 영턱스로 복귀하면서 6집을 발표하는데 많은 사랑을 받는다.
2004년, 7집 발매 직전에 멤버 송진아가 탈퇴하고 이때부터 영턱스클럽은 5인체제가 아닌 4인체제로 활동을 하게 된다. 7집을 발표한 영턱스클럽은 가요프로에 꾸준히 참여하지만 인기를 이전처럼 얻지는 못했다.
8집은 원래 2006년에 발매 예정이었지만 2년뒤인 2008년에 발매되었고 활동은 하지 않았다. 한현남은 한번도 영턱스클럽을 탈퇴한 적이 없다. 2015년부터는, 한현남, 박성현, 최승민, 임성은, 송진아가 영턱스클럽으로 무대에 서고 있으며, 송진아는 공연을 위주로 무대에 서고 있다. 

## 이전 멤버
- 1집 - 임성은, 송진아, 한현남, 지준구, 최승민
- 2집~3집 - 송진아, 한현남, 지준구, 최승민, 박성현
- 4집 - 송진아, 한현남, 전현정, 김덕현, 남현준
- 5집 - 송진아, 한현남, 전현정
- 6집 - 송진아, 한현남, 지준구, 최승민, 박성현
- 7집~8집 - 한현남, 지준구, 최승민, 박성현
- 디지털 싱글 - 최승민, 박성현, 이민경
- 현재 - 임성은, 한현남, 최승민, 박성현, 송진아

## 음반 목록
- 1집: Young Turks Club (1996년)
- 2집: 타인 (1997년)
- 3집: 하얀전쟁 (1997년)
- 4집: 아시나요 (1998년)
- 5집: From Dawning to Now (2001년)
- 6집: Upgrade to No.1 (2003년)
- 7집: Rainbow No.7 (2005년)
- 8집: Slap Shot (2009년)
- To. YOUNG TURKS CLUB FAN - HAPPY Birthday
- SBS 서울 탱고 OST
- KBS 꽃보다 아름다워 OST
- SBS 스피드왕 번개 오프닝송
- MBC 엄마야 누나야 OST
- 디지털 싱글: 5집 미수록곡 변명 (오투뮤직)
- 디지털 싱글: Arise (2012년)

## 수상
- 1996년 SBS 서울가요대상 《신인상》

sbs10대가요대전신인상수샹

### 가요 프로그램 1위
| 연도            | 수상 내역 (총 8회) |
| --------------- | --- |
| 1996년 (총 7회) | - 정 (총 7회) - 10월 30일 KBS 《가요톱텐》 1위 - 11월 2일 MBC 《인기가요 BEST 50》 1위 - 11월 3일 SBS 《TV 가요 20》 1위 - 11월 6일 KBS 《가요톱텐》 1위 (2주 연속) - 11월 9일 MBC 《인기가요 BEST 50》 1위 (2주 연속) - 11월 10일 SBS 《TV 가요 20》 1위 (2주 연속) - 12월 8일 SBS 《TV 가요 20》 1위 (통산 3주) |
| 1997년 (총 1회) | - 질투 (총 1회) - 7월 6일 SBS 《TV 가요 20》 1위 |

## 광고
- 1997년 남양유업 펑키펑키

## 같이 보기
- 이주노